# Andrew Myrick
Artykuł ten został zgłoszony do umieszczenia na stronie głównej w rubryce „Czy wiesz”.
Pomóż nam go sprawdzić: oceń zgłoszoną nominację.
Andrew Jackson Myrick (ur. 28 czerwca 1832, zm. 18 sierpnia 1862) – amerykański handlarz działający na terenach dzisiejszej Minnesoty w latach 50. i 60. XIX wieku. Jest najbardziej znany z rzekomego wypowiedzenia słów: „Jeśli są głodni, niech jedzą trawę” (ang. “If they are hungry, let them eat grass”) pod adresem głodujących Dakotów tuż przed wybuchem powstania Dakotów w 1862 roku. Cytat ten stał się jednym z najbardziej znanych i kontrowersyjnych symboli pogardy białych osadników wobec rdzennych Amerykanów.

## Działalność w agencji Lower Sioux
Myrick prowadził handel w agencji Lower Sioux (Dolnej Agencji) i współpracował z innymi białymi handlarzami w ramach systemu kredytowego, w którym rząd federalny wypłacał później należności za towary dostarczane rdzennym mieszkańcom. W 1862 roku, w kontekście narastających napięć, opóźnień w wypłacie tzw. annuities (płatności traktatowych) oraz głodu, przywódcy Dakotów poprosili handlarzy o udzielenie kredytu na żywność. Myrick i inni odmówili.
W liście do braci z 26 lipca 1862 roku Myrick opisał sytuację jako napiętą i przyznał, że handlarze „nie zamierzają udzielać więcej kredytu, licząc na to, że głodówka zmieni ich nastawienie” („we all determined not [to] give any more credit hoping to starve them into a change of sentiment”).

## Sporna wypowiedź i moment śmierci
Według wielu relacji historycznych, Myrick miał odpowiedzieć na prośby Dakotów słowami: „Jeśli są głodni, niech jedzą trawę – albo własne odchody” (“If they are hungry, let them eat grass – or their own dung”). Cytat ten był wielokrotnie przytaczany jako przykład kolonialnej arogancji i pogardy wobec rdzennych Amerykanów.
Po wybuchu powstania Dakotów, 18 sierpnia 1862 roku, Myrick zginął w czasie ataku Dakotów na agencję. Myrnick schował się w jednym z budynków, jednak gdy Indianie zagrozili jego spaleniem, podjął się ucieczki w kierunku rzeki Minnesota. Wkrótce został zabity – jego ciało odnaleziono przeszyte strzałami i okaleczone, z odciętą głową. 
Według relacji, jego ciało znaleziono z ustami wypełnionymi trawą, co uznaje się za akt zemsty za jego słowa.

## Analiza historyczna
Historyk Gary Clayton Anderson oraz inni badacze zakwestionowali autentyczność oraz wagę wypowiedzi przypisywanej Myrickowi. W artykule „Myrick’s Insult: A Fresh Look at Myth and Reality” Anderson wskazuje, że:
- Nie istnieją współczesne zapisy (z 1862 roku), które potwierdzają, że Myrick rzeczywiście wypowiedział te słowa.
- Cytat, w kontekście wydarzeń bezpośrednio poprzedzających powstanie, pojawił się po raz pierwszy dopiero w 1919 roku w książce Winifred W. Barton, opierającej się na relacji jej ojca, Johna P. Williamsona – misjonarza-tłumacza, zmarłego w 1917 roku.
- Brakuje jednoznacznych świadectw dotyczących miejsca, czasu i kontekstu tej wypowiedzi: wypowiedź o jedzeniu trawy mogła paść przynajmniej na dwa tygodnie przed początkiem powstania.

Domniemane słowa Myricka „dobrze się czyta” – biały handlarz obrażający głodujących rdzennych mieszkańców wywołuje iskrę konfliktu, a następnie ginie w symbolicznej zemście.
Anderson konkluduje, że historycy mogli przeceniać emocjonalny aspekt powodów powstania, a jego rzeczywiste przyczyny mogły leżeć w szerszych problemach systemowych.